# 波江座DL
波江座DL，又名BD-10 793，HD 24832、SAO 130833、HR 1225，是波江座的一颗恒星，视星等为6.19，位于銀經200.29，銀緯-43.1，其B1900.0坐标为赤經3h 51m 50.1s，赤緯-10° -43.1′ 29″。